# 鉄板英雄伝説
『鉄板英雄伝説』（てっぱんえいゆうでんせつ、原題：Epic Movie）は、2007年のアメリカ映画。

## 概要
『最'愛'絶叫計画』に続くジェイソン・フリードバーグとアーロン・セルツァーのコンビのパロディ作品。『ナルニア国物語/第1章:ライオンと魔女』、『チャーリーとチョコレート工場』などが取り上げられている。
邦題は『銀河英雄伝説』のもじりである。

## キャスト
| 役名                                   | 俳優                           | 日本語吹替 |
| -------------------------------------- | ------------------------------ | ---------- |
| エドワード                             | カル・ペン                     | 河相智哉   |
| ピーター                               | アダム・キャンベル             | 三木眞一郎 |
| ルーシー                               | ジェイマ・メイズ               | 園崎未恵   |
| スーザン                               | フォーン・チェンバース         | 森夏姫     |
| 白い悪女                               | ジェニファー・クーリッジ       | 堀越真己   |
| ウィリー・ウォンカ                     | クリスピン・グローヴァー       | 藤原啓治   |
| ビンク                                 | トニー・コックス               | 西村朋紘   |
| ジャック・スワロウズ                   | ダレル・ハモンド               | 平田広明   |
| ミスティーク                           | カルメン・エレクトラ           |            |
| アスロ                                 | フレッド・ウィラード           | 斎藤志郎   |
| 美術館の館長                           | デビッド・キャラダイン         | 池田勝     |
| ウルヴァリン                           | ヴィンス・ヴィーラフ           | 桐本琢也   |
| サイクロップス                         | タッド・ヒルゲンブリンク       | 飛田展男   |
| マグニートー                           | ジム・ピドック                 | 中村秀利   |
| サミュエル・L・ジャクソン              | ジェイムズ・ウォーカー・シニア | 池田勝     |
| アシュトン・カッチャー（ドッキリの男） | デイビッド・レール             | ヤスヒロ   |
| メル・ギブソン                         | グレゴリー・ジュバラ           | 中村秀利   |
| タムナス                               | エクトル・ヒメネス             | チョー     |
| ハリー・ポッター                       | ケヴィン・マクドナルド         | 飛田展男   |
| ロン・ウィーズリー                     | ジョージ・アルヴァレズ         | 池田勝     |
| ハリー・ビーバー                       | カット・ウィリアムズ（声）     | 斎藤志郎   |
| ナチョ・リブレ                         | ジャレブ・ドープレイズ         | 桜井敏治   |
| ハーマイオニー・グレンジャー           | クリスタ・フラナガン           |            |
| P.ディディ・フォーン                   | スウェン・マクドナルド         | 安元洋貴   |
| ナレーター                             | ロスコー・リー・ブラウン       | 中村秀利   |

## 受賞・ノミネーション
第28回ゴールデンラズベリー賞
- ノミネート：最低助演女優賞、最低リメイク及び盗作賞、最低脚本賞